# Mercedes-AMG R232
Mercedes-AMG R232 (eller Mercedes-AMG SL-klass) är en gran turismo som den tyska biltillverkaren Mercedes-Benz dotterbolag Mercedes-AMG introducerade i oktober 2021.
Versioner:
| Modell               | Årsmodell | Motor                     | Cylindervolym | Effekt       | Bränslesystem                        |
| -------------------- | --------- | ------------------------- | ------------- | ------------ | ------------------------------------ |
| SL43                 | 2022-     | M139: 4-cyl radmotor DOHC | 1991 cm³      | 381 hk       | Direktinsprutning, turbo             |
| SL55                 | 2022-     | M177: 8-cyl V-motor DOHC  | 3982 cm³      | 476 hk       | Direktinsprutning, biturbo           |
| SL63                 | 2022-     | M177: 8-cyl V-motor DOHC  | 3982 cm³      | 585 hk       | Direktinsprutning, biturbo           |
| SL63 S E Performance | 2024-     | M177: 8-cyl V-motor DOHC  | 3982 cm³      | 612 + 204 hk | Direktinsprutning, biturbo + elmotor |
| Maybach SL 680       | 2025-     | M177: 8-cyl V-motor DOHC  | 3982 cm³      | 585 hk       | Direktinsprutning, biturbo           |